# 白木茂
白木 茂（しらき しげる、1910年2月19日 - 1977年8月5日）は、日本の児童文学者・翻訳家。

## 人物
青森県三戸郡向村（現在の南部町）生まれ。日本大学英文科卒業。戦前は大久保康雄の翻訳工房に参加。田中西二郎、中村能三らと下訳を担当し翻訳工場と呼ばれた。
英米児童文学の紹介で数多くの翻訳、編著を刊行、日本児童文芸家協会常任理事、少年文芸作家クラブ初代会長として大衆的児童文学の育成に努めた。国際アンデルセン賞国内選考委員などを歴任。
『児童文学辞典』（共編、東京堂出版、1970）がある。
欧米の少年向けSF「少年少女世界科学冒険全集」（講談社、1956）の企画者で、自らもイーラム『少年火星探検隊』を訳した。
代表的創作SF童話に『てんぐのめんの宇宙人』がある。翻訳は主に冒険、推理、怪談、SF、偉人伝、動物ものなど。
亀山龍樹は白木の下訳者出身。

## 著書
- 『名犬と名馬』（大蔵出版） 1955
- 『ぼくらの偉人 日本の光・世界の光』（講談社） 1956
- 『キューリー夫人』（金子書房、少年少女新伝記文庫） 1957
- 『アジアの奥のなぞ』（河口慧海「チベット旅行記」による、東西文明社、少年少女のための世界科学探検文庫） 1957
- 『ベーブ・ルース』（偕成社） 1958
- 『ライト兄弟』（偕成社） 1959
- 『原始少年ヤマヒコ』（講談社） 1959
- 『アジアの秘境探検記』（東西五月社） 1960
- 『ワット』（偕成社） 1960
- 『愛の偉人 愛と正義の人びと』（あかね書房、小学生偉人全集） 1962
- 『探検の偉人 未知の世界をたずねた人びと』（あかね書房） 1963
- 『平和の父ネール・新国家建設の人びと』（あかね書房） 1964
- 『海底のふしぎ』（岩崎書店、おはなしノンフィクション） 1967
- 『猛獣王国アフリカをいく』（岩崎書店、おはなしノンフィクション） 1968
- 『てんぐのめんの宇宙人』（岩崎書店、SFえどうわ） 1969
- 『宇宙ねこの火星たんけん』（岩崎書店） 1970
- 『消えたインカ帝国』（文研出版、文研児童読書館） 1970
- 『カリプソ号南海の友じょう』（学習研究社、3年の学習 読み物特集号）1970[3]
- 『野球のすきなインディアン』（集英社） 1972
- 『いるかのジャック』（金の星社） 1974

## 翻訳
- 『アクィラの戦』（ハーヴェイ・アレン、三笠書房） 1939
- 『わが征空記 フオッカー自伝』（山本実共訳、文林堂双魚房） 1942
- 『ゼンダ城のとりこ』（アンソニー・ホープ、講談社） 1954
- 『漂泊の王子』（バーネット、偕成社） 1955
- 『トム・ソーヤの冒険』（トウェーン、偕成社） 1955
- 『トム・ソウヤーの空中旅行』（マーク・トウェーン、講談社） 1955
- 『少年火星探検隊』（イーラム(Richard M. Elam)、講談社、少年少女世界科学冒険全集） 1956
- 『緑の宇宙人』（ザレム(Lewis Zarem)、講談社、少年少女世界科学冒険全集） 1956
- 『こじき王子』（トウェーン、偕成社、児童名作全集） 1956
- 『はなききマーチン』（ローソン(Robert Lawson)、講談社、現代児童名作全集） 1957
- 『ぼくとぞうのぼうけん』（ムカージイ、講談社、現代児童名作全集） 1957
- 『ロビンフッドの冒険』（パイル、偕成社） 1957
- 『銀翼の少女』（ウエルズ(Helen Wells)、講談社、世界少女小説全集） 1957
- 『ゆうれい屋敷の秘密』（エラリー・クイーン、講談社） 1957
- 『ヒマラヤの伝書ばと』（ムカージ、講談社、少年少女世界動物冒険全集） 1957
- 『巨象ジャンバ』（ワルデック(Theodore J. Waldeck)、講談社、少年少女世界動物冒険全集） 1957
- 『アフリカの猛獣境』（ワルデック、講談社、少年少女世界動物冒険全集） 1957
- 『宇宙少年ケムロ』（エリオット(E. C. Elliott)、講談社、少年少女世界科学冒険全集） 1957
- 『死海の宝発掘記』（アナー(Alan Honour)、講談社、少年少女世界探検冒険全集） 1958
- 『沈黙の世界の勇士』（デュガン(James Dugan)、講談社、少年少女世界探検冒険全集） 1958
- 『バードとともに南極へ』（ストロング(Charles Stanley Strong)、講談社、少年少女世界探検冒険全集） 1958
- 『名犬ラッシー』（ナイト(Eric Knight)、講談社、世界名作全集） 1958
- 『ローズマリの秘密』（アンダーソン(Betty Baxter Anderson)、講談社、世界少女小説全集） 1958
- 『アルプスの白ゆり』（スピリ、偕成社、世界少女名作全集） 1959
- 『空中艇アルバトロス号』（Robur le conquerant、ベルヌ、岩崎書店、ベルヌ冒険名作選集） 1959
- 『魔の犬のなぞ』（ドイル、岩崎書店、ドイル冒険・探偵名作全集） 1960
- 『ピラミッドの秘密 / 地底にねむるトロイアの都』（ハワード・カーター / シュリーマン、あかね書房、少年少女世界ノンフィクション全集） 1960
- 『四つのサインのなぞ』（ドイル、岩崎書店、ドイル冒険・探偵名作全集） 1960
- 『マゼランの世界一周 / キャプテン・クックの大航海』（ツバイク / キャプテン・クック、 あかね書房、少年少女世界ノンフィクション全集） 1961
- 『古代文明のあけぼの / 世界最初の人間』（ヴァン・ルーン / ホワイト、あかね書房、少年少女世界の歴史1） 1961
- 『若草物語』（オルコット、岩崎書店、オルコット少女名作全集1） 1961
- 「少年少女シートン動物記」（シートン、偕成社） 1962
1)『オオカミ王ロボ』
2)『赤えりウズラ』
3)『だく足の野生馬』
4)『エリンデールのキツネ』
5)『名犬ビンゴ』
6)『ぎざ耳ウサギ』
- 『宇宙戦争』（ウェルズ、偕成社、世界推理・科学名作全集） 1962
- 『のろわれた屋敷』（メリー・ラインハート(Mary Roberts Rinehart)、金の星社、少女世界推理名作選集） 1962
- 『月世界最初の人間』（H.G.ウェルズ、早川書房、ハヤカワ・SF・シリーズ） 1962
- 『国際連合のかつやく ルーズベルト 世界平和の戦士』（レバイン、あかね書房） 1963
- 『美しいポリー』（オルコット、講談社、少年少女世界名作全集） 1963
- 『宇宙の密航少年』（R・M・イーラム(Richard M. Elam)、岩崎書店、少年少女宇宙科学冒険全集） 1963
- 『ゴビ砂漠にねむる恐竜 / ミノス迷宮の秘密』（アンドリュース / エバンス、あかね書房、少年少女20世紀の記録） 1963
- 『足ながおじさん』（ジーン・ウェブスター、岩崎書店） 1963
- 『ビーグル号航海記』（ダーウィン、偕成社、少年少女世界の名著） 1964
- 『アマゾンに消えた探検隊 / 猛獣の国ケニア』（フォーセット(Percy Harrison Fawcett) / アキレー(Carl Achille)、偕成社、少年少女世界のノンフィクション） 1964
- 『ピーター・パン』（ジェイムズ・マシュー・バリ、講談社） 1964
- 『さようなら松葉杖』（リトル(Jean Little)、講談社、世界少女名作全集） 1964
- 『モヒカン族の最後』（ジェイムズ・フェニモア・クーパー、小学館、少年少女世界名作文学全集） 1964
- 『のろわれた沼の秘密』（ホイットニー、あかね書房、少年少女世界推理文学全集） 1964
- 『あらしの島のきょうだい』（トレッドゴールド、講談社） 1964
- 『海底二万マイル』（ベルヌ、学習研究社、少年少女ベルヌ科学名作全集） 1964
- 『北極冒険旅行』（ベルヌ、学習研究社、少年少女ベルヌ科学名作全集） 1964
- 『象の王者サーダー / 名馬スモーキー』（ムカージ / ジェームズ(Will James)、あかね書房、少年少女世界動物文学全集） 1964
- 『ライオンのめがね』（ビルドラック(Charles Vildrac)、偕成社、世界のどうわ） 1964
- 『おちゃめなパッティ』（ウェブスター、岩崎書店） 1964
- 『FBI物語』（ドン・ホワイトヘッド(Don Whitehead)、あかね書房、少年少女20世紀の記録） 1965
- 『インカ帝国のなぞ / アンコールワットの秘密』（プレスコット / ケーシー(Robert J Casey)、偕成社） 1965
- 『運河と風車とスケートと』（マインダート・デヨング、あかね書房）1965
- 『三人乗りの宇宙船』（ルイス・スロボトキン(Louis Slobodkin)、偕成社、世界の子どもの本） 1965
- 『奇跡の人ヘレン＝ケラー / 若き日のリンカーン』（ポーター(Virginia Porter) / カール・サンドバーグ、偕成社、少年少女世界のノンフィクション） 1965
- 『大きな森の小さな家』（ローラ・インガルス・ワイルダー、講談社） 1965
- 『コンチキ号漂流記』（ハイエルダール、講談社、少年少女世界の名著） 1966
- 『サーカスの四月ばか』（ルイス・スロボトキン、偕成社、世界の幼年どうわ） 1966
- 『黒い宇宙』（エリス(Amabel Williams-Ellis)、あかね書房、少年少女世界名作ライブラリー） 1966
- 『空とぶ自転車』（F・R・エヴィソン(F. R. Evison)、あかね書房、こども世界の文学） 1966
- 『悲劇の英雄ナポレオン』（ツバイク、あかね書房） 1966
- 『ハーバートくん大かつやく』（ヘーゼル・ウィルソン(Hazel Wilson)、偕成社） 1966
- 『SOS地底都市』（マルテル(Suzanne Martel)、あかね書房、国際児童文学賞全集） 1967
- 『赤い小馬』（スタインベック、岩崎書店、ジュニア版世界の文学） 1967
- 『アルプスのタルタラン』（ドーデ、金の星社、ジュニア版世界の文学） 1967
- 『荒野のよび声 / 白いきば』（ジャック・ロンドン、あかね書房） 1967
- 『ついらくした月』（シェリフ(Robert Cedric Scheriff)、岩崎書店、SF世界の名作） 1967
- 『永遠の都』 上・下（ホール・ケイン(Hall Caine)、潮出版社） 1968
- 『はじめての舞踏会』（マンスフィールド、岩崎書店、ジュニア版世界の文学） 1968
- 『ぞうのホートンたまごをかえす このひよこはだれのもの?』（ドクター・スース、偕成社、世界のカラーどうわ） 1968
- 『王さまとあくしゅしたさる』（ウォルター・デ・ラ・メア、偕成社） 1968
- 『宇宙ねこのぼうけん』（ルースブン・トッド(Ruthven Todd)、岩崎書店） 1968
- 『宇宙スパイ戦』（マックビカー(A. Macvicar)、偕成社、SF名作シリーズ） 1968
- 『地球の危機』（ベルヌ、偕成社、ベルヌ名作全集） 1968
- 『まほうのベッド』（メアリー・ノートン、講談社、世界の名作図書館） 1968
- 『深夜の急行列車』（E・カッタン(Etienne Cattin) 、あかね書房、国際児童文学賞全集） 1968
- 『恐怖の旅客機』（クリスチー、ポプラ社、ジュニア世界ミステリー） 1968
- 『いぬがやってきた』（マインダート・ディヤング、講談社、国際アンデルセン大賞名作全集） 1969
- 『火星人襲来』（ウエルズ、集英社、ジュニア版世界のSF） 1969
- 『たてがみをのばしすぎたライオンのしっぱい』（ビル・ピート、偕成社） 1969
- 『ちびっこ宇宙ゆうえい』（イーラム、偕成社、世界のこどもエスエフ） 1969
- 『神秘島』（ベルヌ、偕成社、ベルヌ名作全集）1969
- 『人民の友リンカーン』（ジャドソン(Clara Ingram Judson)、文研出版、文研児童図書館） 1969
- 『町を感動させた名犬 裁判に勝った忠犬ボビーの物語』（エレナー・アトキンソン、偕成社、世界のこどもノンフィクション） 1969
- 『宇宙人アダム・トロイ』（M・パチェット(Mary Elwyn Patchett)、岩崎書店） 1970
- 『ダニーくんのSFぼうけん』 3-10（J・ウィリアムズ、R・アブラスキン、岩崎書店） 1970 - 1971
- 『動物いけどり作戦』（ジェラルド・ダレル、文研出版） 1970
- 『あらいぐまボビーのしっぱい』（T・バージェス(Thornton Burgess)、金の星社） 1970
- 『ビリーと雄牛』（ディヤング、旺文社、旺文社ジュニア図書館） 1970
- 『やくそくをまもったインディアン』（オルコット、旺文社） 1970
- 『ぼうしをほしがったライオン』（ケネス・タウンゼンド(Kenneth Townsend)、偕成社） 1970
- 『海をよごすのはだれだ』（オードリー・コパード(Audrey Coppard) 、講談社、世界の児童文学名作シリーズ） 1971
- 『恐竜世界の探検』（コナン・ドイル、あかね書房、少年少女世界SF文学全集） 1971
- 『まほうのゆび』（ロアルド・ダール、あかね書房、世界の創作幼年童話） 1971
- 『世界のゆうれい話』（偕成社、少年少女類別民話と伝説） 1971
- 『らくだいコンピューター』（ラルフ・ステッドマン(Ralph Steadman)、偕成社、世界のカラーどうわ） 1971
- 『エベレスト登頂』（シプトン、集英社、ジュニア版世界の冒険） 1971
- 『四次元世界の秘密』（L・P・デービス(Leslie Purnell Davies)、あかね書房、少年少女世界SF文学全集） 1971
- 『ゆうれい船のなぞとふしぎ』（ド・ラ・クロワ編、講談社、少年少女講談社文庫） 1972
- 『怪談(2)』（エドガー・アラン・ポー他、講談社、少年少女講談社文庫24） 1972
- 『月世界の核爆発』（パトリック・ムーア(Patrick Alfred Moore)、あかね書房、少年少女世界SF文学全集） 1972
- 『空とぶゆうびんやさん』（V・H・ドラモンド(Violet Hilda Drummond)、講談社） 1972
- 『どくろ城』（ディクスン・カー、集英社、ジュニア版世界の推理） 1972
- 『子ぎつねレッドの大しっぱい』（T・バージェス、金の星社） 1972
- 『ピーター空をとぶ』（ウィリアム・ペン・デュボア、岩崎書店、ジュニア・ベスト・ノベルズ） 1972
- 『世界の怪ぶつ話』（偕成社、少年少女類別民話と伝説） 1972
- 『猛獣いけどり作戦』（バック(Frank Buck)、講談社、少年少女講談社文庫） 1972
- 『ろう人形館の恐怖』（カー、集英社、ジュニア版世界の推理） 1972
- 『ピーターのとおいみち』（リー・キングマン(Lee Kingman)、講談社） 1972
- 『名馬銀星号の謎』（ドイル、集英社、名探偵シャーロック・ホームズ） 1972
- 『なぞの第九惑星』（ドナルド・ウォルハイム、岩崎書店、SFロマン文庫） 1972
- 『黒い牡牛』（ジャン・デニス(Jean Denys) 、岩崎書店、ジュニア・ベスト・ノベルズ） 1973
- 『ジャックとまめのつる』（デ・ラ・メア、文研出版、文研児童図書館） 1973
- 『怪奇! 105号室』（クロフォード(Francis Marion Crawford)、講談社、世界の怪談 英米編）1973
- 『名探偵ホームズ全集』（コナン・ドイル、小学館） 1973
- 『白いアメリカヒョウ』（ワルデック、集英社、世界の動物名作） 1973
- 『ジムのおばけキャベツ』（ディヤング、文研出版） 1974
- 『ひろったまほうのレンズ』（ヒューズ、文研出版、文研児童読書館） 1974
- 『ドラゴンプールの怪事件』（S.S.バンダイン、あかね書房、推理・探偵傑作シリーズ） 1974
- 『すてきなきかん車』（メグズ、旺文社、旺文社ジュニア図書館） 1974
- 『銀のスケートぐつ』（ドッジ(Mary Mapes Dodge)、集英社、世界の名作文庫） 1975
- 『かがみのなかのぼうや』（ネスビット、小学館、小学館の創作童話 初級版） 1975
- 『ありがとうチモシー』（T・テイラー、あかね書房、あかね世界の児童文学） 1975
- 『火星の王女』（バローズ、集英社、マーガレット文庫 世界の名作） 1976
- 『ちびスカンクの大ぼうけん』（ディヤング、文研出版） 1976
- 『大きな火なわじゅう』（ウォルター・エドモンズ(Walter Edmonds)、金の星社、世界こどもの文学） 1977
- 『小公子』（フランシス・エリザ・バーネット、国土社、国土社版 世界の名作） 1977
- 『クリスマス・ツリーの森』（オールデン(Raymond Macdonald Alden)、旺文社） 1977